# Şabūr
Şabūr (persiska: صبور) är en ort i Iran.   Den ligger i provinsen Lorestan, i den västra delen av landet, 400 km sydväst om huvudstaden Teheran. Şabūr ligger 1 290 meter över havet och antalet invånare är 256.
Terrängen runt Şabūr är kuperad, och sluttar norrut. Runt Şabūr är det ganska tätbefolkat, med 72 invånare per kvadratkilometer. Närmaste större samhälle är Khorramābād, 12,5 km nordost om Şabūr. Omgivningarna runt Şabūr är i huvudsak ett öppet busklandskap.